# Björn Schröder
Björn Schröder (Berlín, 27 de octubre de 1980) es un ciclista alemán. Debutó como profesional en 2003 con el equipo alemán Wiesenhof y se retiró en 2013 corriendo para el equipo Stölting.

## Palmarés
2002
- GP Buchholz

2003
- 2 etapas del Circuito de Lorena

2004
- 1 etapa de la Vuelta a Sajonia

2005
- 1 etapa de la Vuelta a Sajonia

2006
- 1 etapa de la Vuelta a Baviera

2008
- Regio-Tour
- GP Buchholz

2011
- Gran Premio de Sochi

## Resultados en Grandes Vueltas
| Carrera | Carrera         | 2003 | 2004 | 2005 | 2006 | 2007 | 2008 | 2009  | 2010  | 2011 | 2012 | 2013 |
| ------- | --------------- | ---- | ---- | ---- | ---- | ---- | ---- | ----- | ----- | ---- | ---- | ---- |
|         | Giro de Italia  | —    | —    | —    | —    | —    | —    | 140.º | —     | —    | —    | —    |
|         | Tour de Francia | —    | —    | —    | 79.º | —    | 97.º | —     | —     | —    | —    | —    |
|         | Vuelta a España | —    | —    | —    | —    | —    | —    | Ab.   | 107.º | —    | —    | —    |

—: no participa
Ab.: abandono